# Goodwin (Familienname)
Goodwin ist ein englischer Familienname.

## Namensträger

### A
- Albert Goodwin (1906–1995), englischer Historiker
- Angela Goodwin (1925–2016), italienische Schauspielerin
- Angier Goodwin (1881–1975), US-amerikanischer Politiker
- Archie Goodwin (Autor) (1937–1998), US-amerikanischer Comicautor und -herausgeber
- Archie Goodwin (Basketballspieler) (* 1994), US-amerikanischer Basketballspieler
- Archie Goodwin (Fußballspieler) (* 2004), australischer Fußballspieler

### B
- Bernhard Goodwin (* 1979), deutscher Schauspieler, Kommunikationswissenschaftler und Politiker (SPD)
- Bill Goodwin (Schauspieler) (1910–1958), US-amerikanischer Schauspieler
- Bill Goodwin (Countrymusiker) (* 1930), US-amerikanischer Country- und Rockabilly-Musiker
- Bill Goodwin (Schlagzeuger) (* 1942), US-amerikanischer Jazz-Schlagzeuger und Produzent
- Billy Goodwin (1892–1951), englischer Fußballspieler
- Brian Goodwin (1931–2009), kanadischer Mathematiker und Biologe
- Bridget Goodwin (1813–1899), neuseeländische Goldsucherin
- Britt Goodwin (* 1983), britische Handballspielerin

### C
- C. Stewart Goodwin (* 1932), australischer medizinischer Mikrobiologe
- Carte Goodwin (* 1974), US-amerikanischer Jurist und Politiker
- Charles Goodwin (1943–2018), US-amerikanischer Anthropologe und Kommunikationswissenschaftler
- Clare Goodwin (* 1973), britische Malerin
- Craig Goodwin (* 1991), australischer Fußballspieler
- Craufurd Goodwin (1934–2017), kanadisch-amerikanischer Wirtschaftswissenschaftler

### D
- Derek Goodwin (Richard Patrick Goodwin; 1920–2008), englischer Ornithologe
- Doris Kearns Goodwin (* 1943), US-amerikanische Historikerin

### E
- Elizabeth Goodwin (* ~1940), schottische Badmintonspielerin

### F
- Forrest Goodwin (1862–1913), US-amerikanischer Politiker
- Fred Goodwin (Fußballspieler) (1888–1945), englischer Fußballspieler
- Fred Goodwin, Pseudonym von Federico Prosperi (* 1942), italienischer Filmregisseur und Drehbuchautor
- Fred Goodwin (Manager) (Frederick Anderson Goodwin; * 1958), schottischer Bankmanager
- Freddie Goodwin (Fußballspieler, 1933) (1933–2016), englischer Fußballspieler und -trainer
- Freddie Goodwin (Fußballspieler, 1944) (1944), englischer Fußballspieler
- Frederick K. Goodwin (1936–2020), US-amerikanischer Psychiater und Hochschullehrer
- Frederick Tutu Goodwin, britischer Diplomat

### G
- George Goodwin (Verleger, 1757) (1757–1844), US-amerikanischer Verleger
- George Goodwin (Verleger, 1786) (George Goodwin Jr.; 1786–1878), US-amerikanischer Verleger und Politiker
- George Goodwin (Schauspieler) (1864–1926), britischer Schauspieler
- George Goodwin (Cricketspieler) (1898–??), englischer Cricketspieler
- George Goodwin (Badminton) (George Goodwin Jr.; 1914–1941), kanadischer Badmintonspieler
- George Goodwin (Journalist) (George Evans Goodwin; 1917–2015), US-amerikanischer Journalist
- George Goodwin (Radsportler), australischer Radrennfahrer
- George Wayne Goodwin (* 1967), US-amerikanischer Politiker
- Geraint Goodwin (1903–1941), walisischer Schriftsteller
- Ginnifer Goodwin (* 1978), US-amerikanische Schauspielerin
- Godfrey G. Goodwin (1873–1933), US-amerikanischer Politiker
- Gordon Goodwin (Leichtathlet) (1895–1984), britischer Geher
- Gordon Goodwin (* 1954), US-amerikanischer Jazzmusiker

### H
- Hannibal Goodwin (1822–1900), US-amerikanischer Geistlicher und Erfinder
- Harold Goodwin (Schauspieler, 1902) (1902–1987), US-amerikanischer Schauspieler
- Harold Goodwin (Schauspieler, 1917) (1917–2004), britischer Schauspieler
- Harry Goodwin († 2013), britischer Fotograf
- Henry B. Goodwin (1878–1931), deutsch-schwedischer Linguist und Porträtfotograf
- Henry C. Goodwin (1824–1860), US-amerikanischer Politiker
- Henry Clay Goodwin (1910–1979), US-amerikanischer Jazztrompeter

### I
- Ichabod Goodwin (1794–1882), US-amerikanischer Politiker
- Isabella Goodwin (1865–1943), US-amerikanische Polizistin und Detektivin

### J
- Jackie Goodwin (1920–1995), englischer Fußballspieler
- Jamie Goodwin (* 1961), US-amerikanischer Schauspieler
- Jason Goodwin (* 1964), britischer Historiker und Schriftsteller
- Jeremiah Goodwin (1785–1857), US-amerikanischer Politiker
- Jim Goodwin (* 1981), irischer Fußballspieler
- John Goodwin (Priester) (1594–1665), englischer Priester und Autor
- John Goodwin (Eishockeyspieler) (* 1961), kanadischer Eishockeyspieler
- John B. Goodwin (1850–1921), US-amerikanischer Politiker
- John Noble Goodwin (1824–1887), US-amerikanischer Politiker
- Jonathan Goodwin (Footballspieler) (* 1978), US-amerikanischer American-Football-Spieler
- Jonathan Goodwin (* 1980), walisischer Entfesselungskünstler und Stuntman
- Julie Goodwin (* 1970), australische Köchin und Kochbuchautorin

### K
- Karen Walter Goodwin († 2014), US-amerikanische Theaterproduzentin

### L
- Laurel Goodwin (1942–2022), US-amerikanische Schauspielerin
- Lee Goodwin (* 1978), englischer Fußballspieler
- Leo Goodwin (1883–1957), US-amerikanischer Schwimmer und Wasserballspieler

### M
- Malcolm Goodwin (* 1982), US-amerikanischer Schauspieler und Regisseur
- Marquise Goodwin (* 1990), US-amerikanischer American-Football-Spieler

### N
- Nathaniel Carl Goodwin (1857–1919), US-amerikanischer Schauspieler

### P
- Paul Goodwin (* 1956), englischer Oboist und Dirigent
- Philip A. Goodwin (1882–1937), US-amerikanischer Politiker

### R
- Raven Goodwin (* 1992), US-amerikanische Schauspielerin
- Richard B. Goodwin (* 1934), britischer Filmproduzent, Drehbuchautor, Produktionsmanager und Spezialeffektkünstler
- Richard Elton Goodwin (1908–1986), britischer Offizier der British Army
- Richard Hale Goodwin (1910–2007), US-amerikanischer Botaniker
- Richard M. Goodwin (1913–1996), US-amerikanischer Ökonom
- Richard N. Goodwin (1931–2018), US-amerikanischer Präsidentenberater
- Robert K. Goodwin (1905–1983), US-amerikanischer Politiker
- Ron Goodwin (1925–2003), britischer Komponist
- Rosie Goodwin, Szenenbildnerin

### S
- Shaun Goodwin (* 1969), englischer Fußballspieler

### T
- Tamara Goodwin (* 1986), US-amerikanische Schauspielerin und ein Model
- Teariki Goodwin (* 1964), Fußballspieler für die Cookinseln
- Thomas Goodwin (1871–1960), britischer Arzt und Offizier
- Thomas C. Goodwin (1941–1992), US-amerikanischer Filmproduzent
- Tom Goodwin (* 1968), US-amerikanischer Baseballspieler
- Tommy Goodwin (Golfspieler), englischer Golfspieler
- Tommy Goodwin (Fußballspieler) (Thomas Neil Goodwin; * 1979), englischer Fußballspieler

### U
- Uriah Goodwin, walisischer Fußballspieler

### W
- William Lawton Goodwin (1856–1941), kanadischer Chemiker
- William S. Goodwin (1866–1937), US-amerikanischer Politiker
- William Sidney Goodwin (1833–1916), britischer Landvermesser und Maler
- William Watson Goodwin (1831–1912), US-amerikanischer Klassischer Philologe

### X
- Xenia Goodwin (* 1994), australische Tänzerin und Schauspielerin

### Z
- Zachary Goodwin, Fußballspieler der Amerikanischen Jungferninseln